# Charles Fuller (cầu thủ bóng đá)
Charles Edward Fuller (25 tháng 5 năm 1919 – tháng 11 năm 2004) là một cầu thủ bóng đá người Anh đại diện cho Vương quốc Anh tại Thế vận hội Mùa hè 1952.